# Southend-on-Sea
Southend-on-Sea je město v Anglii. Nachází se při ústí Temže do Severního moře 60 km východně od Londýna. Ve městě žije přibližně 160 tisíc obyvatel a má rozlohu 41,7 km². Historicky patří k Essexu, i když od roku 1998 je spravováno samostatně jako unitary authority.

## Historie
Southend byl až do konce 18. století bezvýznamnou rybářskou osadou, která dostala název podle polohy na jižním konci vesnice Prittlewell. Díky návštěvě princezny Karoliny Brunšvické v roce 1803 se místo stalo módním přímořským letoviskem. V roce 1830 bylo vybudováno Southendské molo (původně dřevěné, v roce 1889 bylo nahrazeno kovovým podle projektu Jamese Brunleese), které je s délkou 2 158 m nejdelším vycházkovým molem na světě. V roce 1892 získal Southend-on-Sea městská práva. V roce 1901 bylo otevřeno zábavní centrum Kursaal, které je zapsáno na seznamu Listed building.

## Hospodářství
Ročně navštíví město okolo 7,5 milionu turistů. Významnými zaměstnavateli jsou také firmy Olympus a MK Electric, zhruba pětina lidí v produktivním věku dojíždí za prací do Londýna. Southend patří k městům s nejdražšími nemovitostmi v Británii.

## Doprava
Nedaleko města se nachází Letiště London Southend. Southend s Londýnem spojuje silnice A127 a železnice Shenfield–Southend line.

## Sport
Sídlí zde profesionální fotbalový klub Southend United FC.

## Kultura
V Southendu vznikla hudební skupina Procol Harum. Populárními zařízeními pro trávení volného času jsou Palace Theatre, Cliffs Pavilion a Adventure Island.

## Vzdělávání
Nachází se zde jeden z kampusů University of Essex.

## Partnerská města
- Sopoty (Polsko)